# Épineux-le-Seguin
Épineux-le-Seguin korábbi község Franciaország Loire mente régiójában, Maine-et-Loire megyében. 2017. január 1-jén Ballée korábbi községgel egyesült és az így létrejött Val-du-Maine új község része lett.
Lakosainak száma 255 fő (2018. január 1.). Épineux-le-Seguin Saulges, Cossé-en-Champagne, Avessé, Poillé-sur-Vègre, Auvers-le-Hamon és Ballée községekkel határos.

## Népesség
A település népességének változása:
| Lakosok száma | 295  | 209  | 205  | 197  | 172  | 235  | 239  | 240  | 252  | 255  |
|               | 1968 | 1975 | 1982 | 1990 | 1999 | 2011 | 2013 | 2015 | 2017 | 2018 |